# Монастырь Бршлянац
Монастырь Бршлянац (серб. Манастир Бршљанац) — монастырь Сербской православной церкви, существовавший с 1715 года по 1779 год в районе Мославина на территории современной Хорватии. Находился на горе Гарьевица. 

## История
В 1690 году в Мославине выросло количество сербских поселений. Это было связано с тем, что австрийский генерал Капара начал переселять сербов в этот район с юга Сербии, тогда входившей в состав Османской империи. Самая крупная группа в 6000 переселилась из района современного Ужице. К ним также присоединились сербы из Боснии, где турецкие войска чинили разного рода притеснения христиан.
В 1715 году монах Гаврило Попович, который родом, вероятно, из Боснии на горе Гарьевица начал строительство небольшого деревянного монастыря. Вскоре к нему присоединился молодой монах Василие Полимац-Паприца из Бании. Гаврило не признавал юрисдикцию униатского марчанского епископа и грамоту на парохию получил от карловицкого митрополита Викентия Йовановича. По завершении работ по возведению церкви и основных зданий монастырского комплекса Гаврило и Василие в 1724 году открыли при монастыре школу, в которую приняли 30 детей из сербских семей. Книги для богослужения и обучения в школе монах Гаврило привёз из России. В 1741 году монастырь переместился неподалёку, между сёл Подгарич и Мала Бршляница. Строительство начали с нового здания церкви и келий, а после завершения работ над новым монастырским комплексом его основатель монах Гаврило Попович скончался.
Монастырь не отвечал «стандартам» австрийских властей по количеству монахов, а в 1769 году генерал Клефелд отобрал у монастыря и так небольшие владения. Под предлогом того, что у монастыря теперь нет земли, возделывая которую монахи бы могли прокормить себя, австрийские власти возобновили усилия по его упразднению. 
В 1774 году было принято итоговое решение о закрытии монастыря, несмотря на сопротивление части священников и сербского населения края. Вараждинское командование 9 сентября 1779 года присоединило монастырь к Лепавине. 16 октября того же года монахам было приказано взять с собой только основные вещи, а всё остальное оставить парохийской церкви в Бршлянице.
К 1840 году были разрушены кельи, а в 1841 году, несмотря на сопротивление местных сербов, была уничтожена и церковь. В настоящее время на этом месте располагается памятник, восстановленный после войны в Хорватии (1991—1995), в углублении которого находятся иконы и кадило.